# MASTER PEACE
MASTER PEACE（マスターピース）は、仙台MACANA主催で、仙台市中心部のライブハウスやクラブが共同して開催しているロックを中心としたライブサーキットイベント（共通チケットにより、各会場を渡り歩くことが可能になっている）。東日本大震災に対しての復興支援、減災を目的として開催される。また収益の全額を東日本大震災みやぎこども育英募金に寄付。2016年時点で総額1,084,111円を寄付している。

## 会場

### 有料会場
- 仙台CLUB JUNK BOX（北緯38度15分43.8秒 東経140度52分18.9秒 / 北緯38.262167度 東経140.871917度）
- 仙台MACANA（北緯38度15分46.8秒 東経140度52分16.6秒 / 北緯38.263000度 東経140.871278度）
- LIVE HOUSE enn 2nd（北緯38度15分42.6秒 東経140度52分34.1秒 / 北緯38.261833度 東経140.876139度）
- LIVE HOUSE enn 3rd（北緯38度15分42.8秒 東経140度52分34.7秒 / 北緯38.261889度 東経140.876306度）
- HooK SENDAI（北緯38度15分32.2秒 東経140度52分21.6秒 / 北緯38.258944度 東経140.872667度）
- PARK SQUARE（北緯38度16分0秒 東経140度52分22.6秒 / 北緯38.26667度 東経140.872944度）

### 無料会場
- タワーレコード仙台パルコ店（北緯38度15分42.8秒 東経140度52分53.8秒 / 北緯38.261889度 東経140.881611度）
- HIGHBURY（北緯38度15分33.1秒 東経140度52分23.7秒 / 北緯38.259194度 東経140.873250度）

## 沿革
| 回 | 年月日                    | 会場 | 会場 | 会場 | 出演 バンド | 同日開催 |
| 回 | 年月日                    | 有料 | 無料 | 延べ | 出演 バンド | 同日開催 |
| -- | ------------------------- | ---- | ---- | ---- | ----------- | -------- |
| 1  | 2013年（平成25年）3月11日 | 3    | －   | 3    | 15組        |          |
| 2  | 2014年（平成26年）3月11日 | 6    | 1    | 7    | 32組        |          |
| 3  | 2015年（平成27年）3月11日 | 6    | －   | －   | 31組        |          |
| 4  | 2016年（平成28年）3月11日 | 6    | 1    | 7    | 35組        |          |

### 年表
- 2013年（平成25年）、仙台MACANA主催で仙台市内3会場で初開催。先着入場特典として宮城県東松島市産の海苔を配布。またTSUTAYA東北主要店舗にてコーナー展開を実施。

雨ニモ負ケズ、アンテナ、アルカラ、バイザラウンド、FAKE FACE、HOTSQUALL、KNOCKOUT MONKEY、nano.RIPE、OVER ARM THROW、ROACH、Schroeder-Headz、3style、THE TURQUOISE、UNLIMITS、UPLIFT SPICEが出演。
- 2014年（平成26年）、有料会場としてenn 2nd、enn 3rd、Park Square、無料会場としてタワーレコード仙台パルコ店を追加し仙台市内7会場で開催。新たな試みとして無料会場にてトークイベントも開催される。

ircle、UPLIFT SPICE、Another Story、雨ニモ負ケズ、アルカラ、ANCHOR、アンテナ、UNLIMITS、Wienners、打首獄門同好会、AIRSWELL、OVER ARM THROW、GARLIC BOYS、GREED、THE ORAL CIGARETTES、JAWEYE、ジン、Swimbrights、つばき、中村マサトシ、日食なつこ、Her Name In Blood、バイザラウンド、HaKU、FAKE FACE、FoZZtone、folca、HEY-SMITH、HOTSQUALL、村松拓（Nothing's Carved In Stone）、MUSIC BY.、ROACHが出演。
- 2015年（平成27年）、

ircle、アルカラ、ANCHOR、アンテナ、UNLIMITS、Yellow Studs、打首獄門同好会、おひつじ座流星群、ガガガSP、カラーボトル、鴉、菊池信也（OVER ARM THROW）、GREED、Survive Said The Prophet、suzumoku、SWANKY DANK、トライアンパサンディ、nano.RIPE、日食なつこ、Northern19、BYEEthROUND、BACK LIFT、PAN、FAKE FACE、folca、HOTSQUALL、勃発、MONICA URANGLASS、モハメド、Lyu:Lyu、ROACHが出演。
※雪の影響で出演予定のircleがキャンセル。同日大トリのアルカラがMCにてアークルをアーコナイに勝手に命名。
- 2016年（平成28年）、無料会場としてHIGHBURYが追加。

ircle、Amelie、アルカラ、アンテナ、UNLIMITS、Yellow Studs、OVER ARM THROW、カラーボトル、感覚ピエロ、GREED、Survive Said The Prophet、the mush bob men's、THE MUSMUS、Stormymonday、「Story of Hope」、セックスマシーン、Dizzy Sunfist、トライアンパサンディ、@なおポップ、中村マサトシ、HaKU、But by Fall、PAN、平山真衣、FIVE NEW OLD」、FAKE FACE、folca、ポジティブ米、勃発、MAGIC FEELING、魔法少女になり隊、モハメド、Lyu:Lyu、LUI FRONTIC 赤羽JAPAN、ROACHが出演。